# Världsutställningen i London 1862

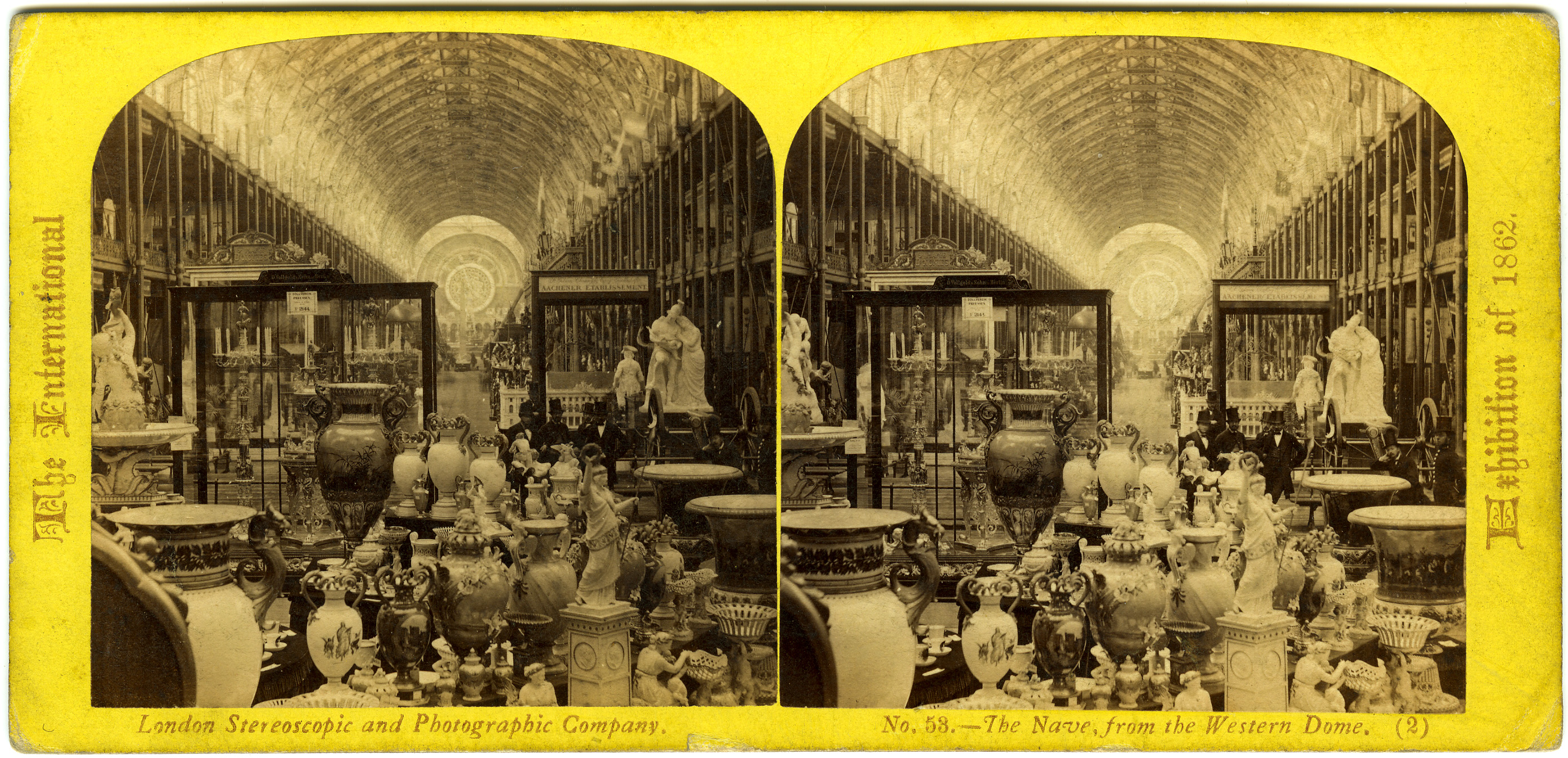
Stereofotografi interiör från International Exhibition 1862.

Världsutställningen i London 1862 arrangerades 1 maj-1 november 1862 i London, Storbritannien. Den hölls i South Kensington, på den plats där nu Science Museum och Natural History Museum ligger. 
En förteckning över svenska utställare och deras uppvisade föremål i olika klasser publicerades i Post- och Inrikes Tidningar.
Sverige fick ett pris på utställningen, då floristen Carolina Fredrika Ramstedt mottog pris. 